# África de las Heras

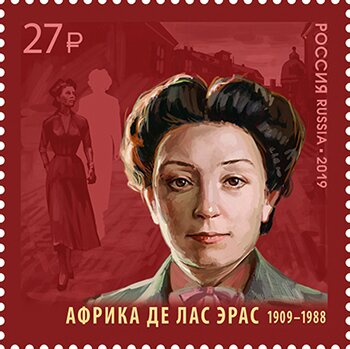
África de las Heras (Potschta Rossii 2019)

África de las Heras Gavilán (russisch Африка де лас Эрас Гавилан; * 26. April 1909 in Ceuta; † 8. März 1988 in Moskau) war eine spanische bzw. uruguayische bzw. sowjetische Spionin.

## Leben
Heras stammte aus der wohlhabenden Familie des Militärschreibers Zoilo de las Heras Jiménez und seiner Frau Virtudes Gavilán de Pro. Ihr Onkel war der Bürgermeister von Ceuta, Julián Francisco de las Heras. Sie besuchte in Madrid das Colegio Sagrado Corazón de Jesús bis 1923 und dann die Klosterschule der Stadt Melilla. Zurück in Ceuta heiratete sie mit 19 Jahren Leutnant Francisco Javier Arbat Gil. Sie wurde 1930 Mitglied des Partido Comunista de España (PCE). Wegen Unverträglichkeit der Charaktere trennte sie sich von ihrem Mann 1931 nach Ausrufung der 2. Republik und ging nach Madrid, wo sie in einer Textilfabrik arbeitete.
Im Oktober 1934 beteiligte sich Heras am Aufstand der Arbeiter der Unión General de Trabajadores in Asturien, der von Regierungstruppen unter General Francisco Franco niedergeschlagen wurde. Sie lernte dort den künftigen PCE-Generalsekretär Santiago Carrillo kennen. Mit Ramón Mercader, der 1940 Leo Trotzki ermordete, war sie eng befreundet. Sie schloss sich 1936 den Juventudes Socialistas Unificadas von Katalonien an und wurde 1937 Kommandantin einer der Stadtpatrouillen von Barcelona. Sie heiratete den Kommunisten und früheren Bankangestellten Luis García Lago. Nach Ceuta kehrte sie letztmalig 1937 zurück, um ihren Onkel Julián Francisco vor der drohenden Gefahr zu warnen. Vermutlich war sie von Caridad Mercader (Mutter Ramón Mercaders), die mit Pawel Sudoplatow ein Schockkommando führte, zu Spionage in Afrika veranlasst worden.
Heras wurde 1937 von den NKWD-Agenten Naum Eitingon, Ernő Gerő und Alexander Orlow angeworben und zur Ausbildung nach Moskau geschickt. Eine Mission führte sie nach Mexiko um Leo Trotzki auszuforschen.
In die Sowjetunion kam Heras 1941 zurück, wo sie vom NKWD zunächst als Krankenschwester und dann als Funktelegrafistin ausgebildet wurde. Im Deutschen Angriffskrieg gegen die Sowjetunion wurde sie im Mai 1942 Mitglied der Guerillaeinheit Los Vencedores. Mit anderen Spaniern sprang sie mit dem Fallschirm hinter den deutschen Linien über den Wäldern von Winniza ab, um bei den Partisanen den Wehrmachtsfunkverkehr abzuhören und Falschmeldungen zu senden. Sie kehrte 1944 nach Moskau zurück und absolvierte einen weiteren Spionage-Kurs.
Nach dem Krieg wurde Heras mit dem Pseudonym Patria Spionin des KGB. Als María Luisa de las Heras kam sie 1946 als Flüchtling aus dem 
frankistischen Spanien aus Ost-Berlin nach Paris, wo sie den uruguayischen Schriftsteller Felisberto Hernández kennenlernte und 1948 heiratete, nachdem sie 1947 in Spanien gewesen war. Im Dezember 1948 kam sie nach Montevideo, wo sie zunächst als Schneiderin arbeitete. Dank ihrer Heirat hatte sie die uruguayische Staatsbürgerschaft erhalten und lernte mit neuen Freundschaften die höhere Gesellschaft Uruguays kennen. Sie trennte sich 1950 von Hernández, der nichts von ihrer wahren Tätigkeit ahnte.
Heras zog 1956 nach Buenos Aires und war Verbindungsperson zum neuen Spionage-Chef für den Südkegel mit den Namen Giovanni Antonio Bertoni, Valentino Marchetti und Marko, den sie auf Anordnung des KGB heiratete. Sie eröffneten ein Antiquitätengeschäft in Montevideo. Sie führte zahlreiche Aufträge aus und war die Verbindung zwischen den verschiedenen Spionen und der Zentrale in Moskau. Es wird vermutet, dass sie Informationen über die Invasion in der Schweinebucht am 17. April 1961 an den KGB übermittelte.
Nach dem Tod ihres vierten Mannes unter verdächtigen Umständen kehrte Heras 1967 in die Sowjetunion zurück. Sie absolvierte drei weitere Auslandseinsätze und bildete ab 1971 in der Lubjanka, dem KGB-Hauptquartier, neue Spione für die Arbeit in spanisch-sprachigen Ländern aus. In den Ruhestand ging sie erst 1985.
Heras starb am 8. März 1988 in Moskau und wurde mit militärischen Ehren als Ehrenoberst des KGB auf dem Chowanskoje-Friedhof bestattet.

## Ehrungen, Preise
- Leninorden (1976)[3]
- Orden des Vaterländischen Krieges II. Klasse (1985)[3]
- Orden des Roten Sterns (zweimal)
- Tapferkeitsmedaille (zweimal)
- Medaille „Partisan des Vaterländischen Krieges“ I. Klasse
- Medaille „Sieg über Deutschland“
- Medaille „20. Jahrestag des Sieges im Großen Vaterländischen Krieg 1941–1945“
- Medaille „30. Jahrestag des Sieges im Großen Vaterländischen Krieg 1941–1945“
- Medaille „40. Jahrestag des Sieges im Großen Vaterländischen Krieg 1941–1945“
- Medaille „30 Jahre Sowjetarmee und Flotte“
- Medaille „40 Jahre Streitkräfte der UdSSR“
- Medaille „50 Jahre Streitkräfte der UdSSR“
- Medaille „60 Jahre Streitkräfte der UdSSR“
- Medaille „70 Jahre Streitkräfte der UdSSR“
- Ehrenoberst des KGB